# Gospodarka Grecji

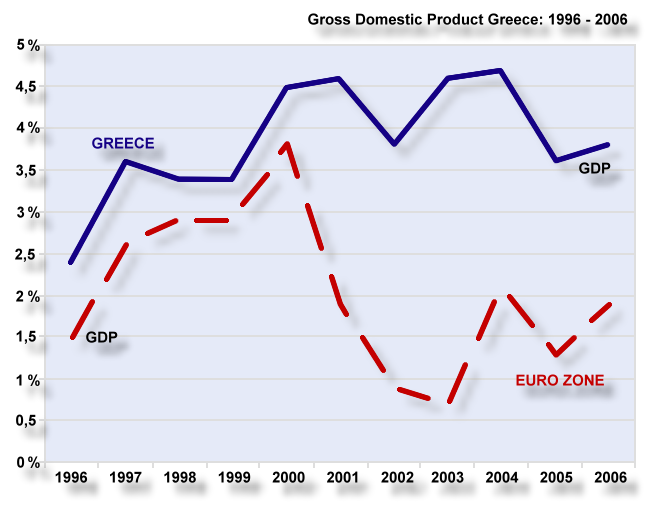
Wzrost PKB w Grecji i w państwach strefy Euro 1996–2006

Gospodarka Grecji jest społeczną gospodarką rynkową, od 2002 r. środkiem płatniczym jest euro. Kołem napędowym rozwoju gospodarki były inwestycje związane z przygotowaniami do Letnich Igrzysk Olimpijskich w 2004 r.
Usługi wytwarzają 78,3% produktu krajowego brutto, przemysł – 18%, rolnictwo – 3,6% (2011). Produkt krajowy brutto na mieszkańca w 2007 roku wyniósł $27 360, czyli ok. 93% średniej UE, po czym nastąpił jego gwałtowny spadek.
Od 2002 r. Grecja zrezygnowała z własnej waluty, przyjmując euro. Grecja należy do najbardziej zadłużonych państw w UE. Wskaźnik długu publicznego w 2007 r. wynosił 94,5% PKB, co dawało jej 2. miejsce w Unii Europejskiej. Wyprzedzały ją tylko Włochy (104% PKB dane za 2007).

## Historia
Na przełomie lat 60. i 70. XX wieku Grecja przeszła pierwszy, po II wojnie światowej, okres burzliwego rozwoju gospodarczego. Nastąpił szybki wzrost budownictwa, przemysłu, stopy życiowej, jednak jeszcze nie rozwój społeczny. Kolejne, szybkie i już wszechstronne przemiany, następowały w okresie 1981–2007. W ich wyniku, miejsce rolno-surowcowej, z wyraźnie zaznaczoną rolą także przemysłu, uformowała się gospodarka z zanikającym przemysłem, natomiast o dużym udziale usług (głównie międzynarodowy transport morski, obsługa ruchu turystycznego, handel, finanse, usługi związane z budownictwem). Istotną rolę odegrało członkostwo (od 1981) i pomoc Wspólnoty Europejskiej. W latach od 1985 do 1991 Grecja otrzymała 2,5 mld dolarów amerykańskich w ramach tzw. planu integracyjnego.

## Główne gałęzie gospodarki
Kluczowe znaczenie dla greckiej gospodarki mają turystyka i eksploatacja największej na świecie floty handlowej. Do wystąpienia kryzysu ekonomicznego, lokomotywą gospodarki były także budownictwo i przemysł materiałów budowlanych. Znaczny udział w rynku mają greckie wyroby AGD. Dawniej dobrze rozwinięte były przemysły odzieżowy, obuwniczy i meblarski – obecnie upadające. Przemysł motoryzacyjny, podlegając systematycznym redukcjom, aktualnie funkcjonuje głównie jako część dotowanego kompleksu zbrojeniowego. Dawniej w Grecji wytwarzano także większość z użytkowanych tu autobusów, trolejbusów i niektóre modele samochodów osobowych. Problemy przeżywa przemysł stoczniowy. Przy sukcesie i wysokiej jakości produkcji ogrodniczej i sadowniczej, niedostatecznie rozwinięte jest przetwórstwo. Dobrze rozwija się winiarstwo, sięgając po odległe rynki i wyróżnienia.

### Surowce naturalne
Około 45,8% zapotrzebowania elektrowni pokrywa węgiel brunatny (lignit). Wydobywany jest wysokiej jakości marmur i kruszywa i skały wykorzystywane w budownictwie (kamień wapienny, piasek, grys, gips, kaolin, pucolany, skalenie sodowe, kruszywo budowlano-drogowe). Spore znaczenie mają rudy niklu (greckie lateryty) i boksyty. Potwierdzono występowanie ropy naftowej i formułowane są oceny istnienia bardzo dużych złóż gazu ziemnego.

### Turystyka
Mimo udanej organizacji Olimpiady, okres 2002-2012 przyniósł głęboki regres udziału Grecji w europejskim i globalnym rynku turystycznym. Gdy jednocześnie, w sąsiedniej Turcji, podobne usługi notowały przyspieszony wzrost.
W roku 2013 powrócił zdecydowany wzrost. Grecję odwiedziło wtedy 17,923 mln turystów (15,5% więcej niż w roku poprzednim), generując dla niego przychody na poziomie 15,930 mld dolarów. Wstępne dane 2014 informują o 20,718 mln turystów.
W roku 2013 turystyka w Grecji:
- wytwarzała 16,4% PKB[14];
- równoważyła 51,2% deficytu handlowego[15];
- zatrudniała co piątego pracującego w kraju[15];
- wspomagała większą część rynku wewnętrznego, generując obrót w wysokości 34 mld euro[15];
- jej udział w wytwarzaniu PKB i tworzeniu miejsc pracy wzrasta[15], m.in. w związku z recesją, trwającą jeszcze w większości działów gospodarki.
- W roku 2016 turystyka wyworzyła już 18,63% PKB, w tym hotelarstwo 10%. W turystyce lub w związku z nią zatrudnionych było 23.4% ogółu pracujących. Prognoza łącznych przychodów z roku 2017, dla samej branży hotelarskiej, przekracza 17 mld Euro[16].
- W roku 2017, Grecję odwiedziło 30 mln turystów zagranicznych, implikując przychód 14,7 mld Euro. W styczniu 2018 poinformowano o wzroście liczby poczynionych rezerwacji na kolejny sezon, o 15–30%, zależnie od kierunku, wobec analogicznego okresu ub.r.[17]
- W roku 2018 liczba odwiedzających przekroczyła 33 mln, generując przychód 21 mld Euro[18].

### Transport

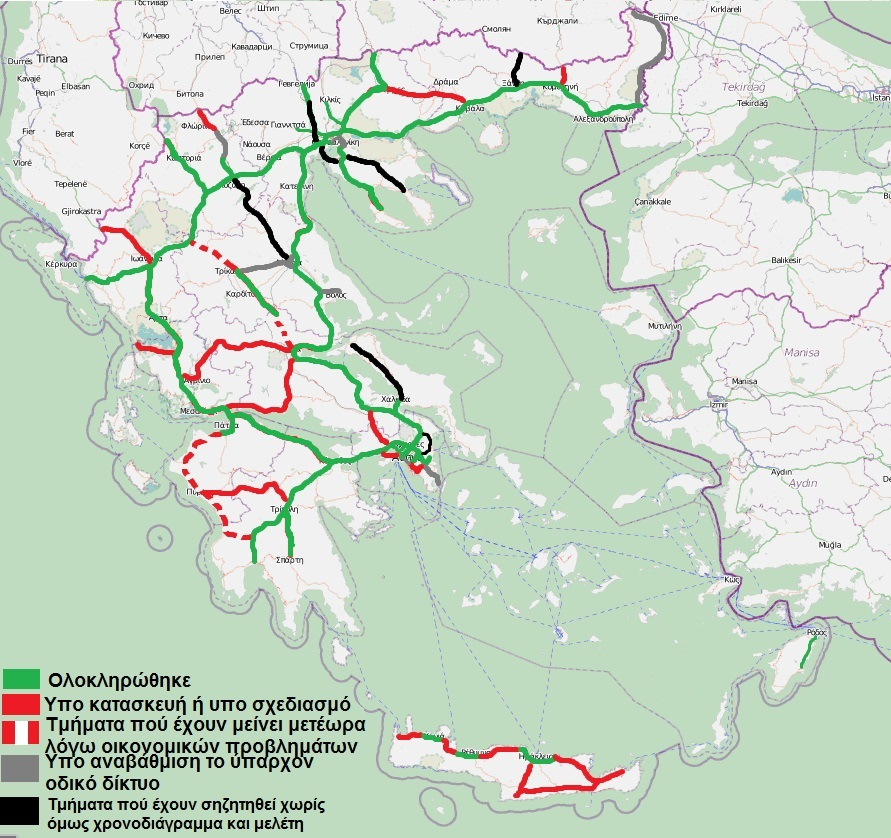
Sieć autostrad w Grecji

Dobrze rozwinięta i dalej rozbudowywana jest sieć autostrad.
Słabo rozwinięta, a po dofinansowanej z U.E. modernizacji, także głęboko zadłużona i do niedawna deficytowa, jest międzymiastowa i międzynarodowa sieć kolejowa.
Większość inwestycji drogowych i kolejowych realizowana jest w wysoce niestabilnym górotworze, a do najtrudniejszych w skali globu zaliczany jest most Rio-Andirio.
Z uwagi na skomplikowane środowisko geograficzne, działa 45 portów lotniczych, w tym 29 z przejściem granicznym, a lotnicze przewozy pasażerskie przekroczyły 60 mln osób rocznie.
Działa 12 portów dalekomorskich i duża liczba lokalnych. W trwające i w projektowane kolejne rozbudowy i eksploatację dużych portów morskich, widoczne staje się zaangażowanie inwestorów z Chin.

## Deindustrializacja
Z wejściem do EWG, następnie przybierając na sile w XXI wieku, decydująco zaznaczyło się zjawisko deindustrializacji kraju (gr. αποβιομηχανοποίηση της χώρας). Powszechne stało się przenoszenie produkcji i central przedsiębiorstw za granicę. Od 2005 poziom produkcji przemysłu spadł o kolejnych 31,9%. Przykładowo, wzdłuż głównych tras Aten zamknięte, zmienione w magazyny importowe lub wyburzone zostały już niemal wszystkie fabryki, czynne jeszcze w początkach bieżącego wieku.
Zaznacza się również odpływ młodzieży z miast na wieś i na emigrację.

## Załamanie bilansu handlu zagranicznego od 2002 r.

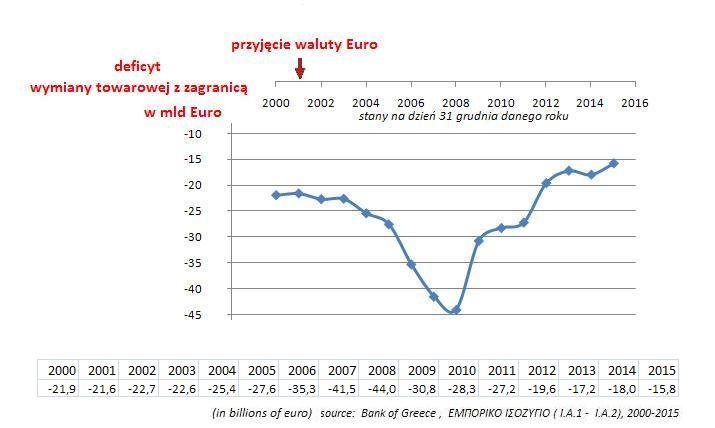
Deficyt wymiany towarowej z zagranicą, w miliardach Euro, w latach 2000–2015

Od 2002 r. Grecja przyjęła wspólną walutę euro. Od tego roku bilans wymiany handlowej z zagranicą systematycznie pogarszał się z -20 mld w roku 2001 do -65 mld USD w roku 2008 – okoliczność która już sama jedna, musiała implikować przyszły kryzys. Poprawa bilansu rozpoczęła się w 2009 r., wobec głębokiej recesji i szybkiego spadku siły nabywczej ludności, eksport notował głęboki spadek. Do roku 2014 zaległymi zobowiązaniami skarbu państwa nie można było regulować zobowiązań podatnika, co w szczególności obciążało eksporterów koniecznością „deponowania” podatku VAT, nieraz na lata.

### Deficyt budżetowy i dług publiczny

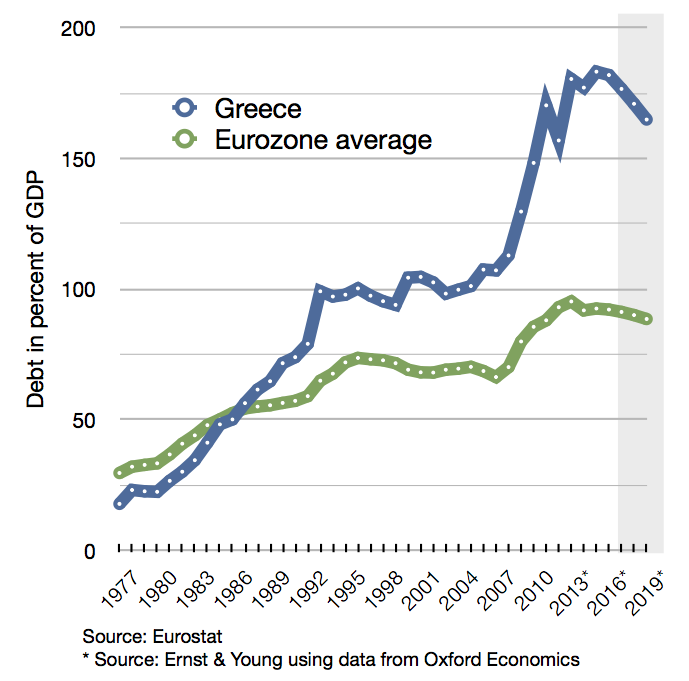
Zadłużenie Grecji w porównaniu z państwami strefy Euro

W okresie 2009–2013 nastąpiły umorzenia części długu, redukcje oprocentowania, kontynuowany też w 2014 radykalny wzrost obciążeń fiskalnych, pogłębiane do jesieni 2013 cięcia budżetowe, jednak deficyt prawdopodobnie wzrósł z 12% do 12,7%, jako skutek recesji
Według Narodowej Służby Statystycznej EL.STAT dług publiczny:
- z końcem roku 2001 wynosił 103,7 mld euro[40], czyli 73,0% PKB, wynoszącego 142,001 mld euro.
- z końcem roku 2013 wynosił 318,703 mld euro, czyli 198,8% PKB, wynoszącego 160 981 mld[41] (ceny zmienne).
- EL.STAT określał to zadłużenie w roku 2013, jako 175,1% PKB, przy 23,1 mld (12,7%) deficytu budżetowego[42].

W tym okresie Grecja przyjęła praktykę doliczana do PKB szacunkowych dochodów szarej strefy i zdenominowano obligacje, odbierając im większą część wartości. Cyfry nie potwierdzają wpływu Igrzysk Olimpijskich, na wzrost zadłużenia państwa.

## Wiarygodność danych statystycznych
Co najmniej w latach 2002–2010, fałszowano część wrażliwych politycznie danych statystycznych. W szczególności, w odczuciu gospodarstw domowych, oficjalne dane nie korespondują z inflacją, rzeczywiście odczuwaną przez nie w okresie pierwszych lat po zmianie waluty. Prokuratura zajęła się dotychczas jedynie okolicznością rozmyślnego zawyżenia cyfr deficytu budżetowego, za rok 2009.
W roku 2017 ogłoszono w tej sprawie prawomocny wyrok skazujący prezesa Narodowej Służby Statystycznej ELSTAT, w czerwcu 2018 Sąd Najwyższy potwierdził, że działanie to odbywało się także z pogwałceniem statutu ELSTAT.

## Kryzys gospodarczy
Ostrożne informacje o zagrożeniu przedstawiono już w początkach 2003 r. Jednak gospodarkę korzystnie stymulowały wtedy przygotowania do organizacji Igrzysk Olimpijskich, a początkowy spadek stóp procentowych, po wejściu do eurostrefy i także powszechne ówcześnie odczucie bardzo wysokiej inflacji skłaniały rząd i podmioty prywatne do coraz szerszego posługiwania się kredytem.

Od 2002 r. nieprzetwarzane w Grecji artykuły importowane na ogół przestały podlegać wzrostom cen, przez co nastąpił szybki wzrost ich względnej atrakcyjności, wobec towarów greckich. Także grecka oferta usług znacząco podrożała wobec ofert krajów sąsiednich, o podobnym typie gospodarek.
Od roku 2008, z początku wskutek zbiegu okoliczności zewnętrznych, zaznaczył się gwałtowny spadek PKB, w okresie 2008-2016 łącznie przekraczający -45%. Utrzymuje się zjawisko niemożności osiągnięcia płynności płatniczej przez budżet państwa i przedsiębiorstwa. Sytuacja, rzutująca także na eksport, skoro byt eksporterów zwykle opiera się i o rynek krajowy. Toteż w okresie przedwyborczym 2012 dodatkowe dziesiątki miliardów euro, w banknotach, dowożone były, na krótkie okresy czasu, konwojami ciężarówek zza granicy, co jest mechanizmem krótkoterminowym, dopuszczonym przez system strefy Euro, przewidywanym dla sytuacji pilnej potrzeby ad hoc zapewnienia płynności.

## Niewydolność podatkowa firm i obywateli
W marcu 2014 zaległości w zbiorze podatków i opłat od obywateli wynosiły 57,2 mld euro, co stanowiło kwotę kilkakrotnie przekraczającą całość środków w detalicznym obrocie towarami i usługami. W grudniu 2017 kwota nieuiszczonych i zwykle niemożliwych już do egzekucji podatków, przekroczyła 100 mld Euro Toteż w roku 2018 przewiduje się wprowadzenie jeszcze 10 kolejnych (nowych) podatków.
Ponad 30% kredytów, w tym hipotecznych, nie jest obsługiwanych od ponad 6 miesięcy, mimo uprzednich restrukturyzacji. Częstokroć obecna, czyli pomniejszona dekoniunkturą, wartość nieruchomości nie równoważy pozostałej jeszcze do spłacenia kwoty kredytu. Oprocentowanie kredytów, prawidłowo obsługiwanych przez drobnych kredytobiorców, od roku 2008 wzrosło, typowo 2–2,5 krotnie, przy jednoczesnym spadku, niemal zaniku podaży nowych kredytów.
Zamarł rynek nieruchomości, wobec obciążenia ich wysokimi podatkami i opłatami, częściowo niezależnie od okoliczności, czy nieruchomość przynosi dochód, czy też nie znajdzie już kolejnego najemcy.
Umieszczenie zbyt wielu podatków w rachunku energetycznym, skutkuje odłączeniami poboru prądu, także wobec dziesiątków tysięcy rodzin, wywołując straty dostawców energii, uwzględniane w kolejnych podwyżkach cen.
Prawo podatkowe rokrocznie ogłaszane jest po upływie roku finansowego, którego dotyczy – czyli działa z mocą wsteczną. Prawo finansowe i związane z nim przepisy o organizacji państwa są niejasne i wzajemnie sprzeczne, obejmują 25 tysięcy stron, corocznie wydawanych jest 1100 kolejnych aktów, zmieniających poprzednie regulacje.

Spośród krajów unijnych, gospodarka Grecji ma najgorszy wskaźnik wolności gospodarczej.
Niezależnie od emigracji lub międzynarodowej ekspansji całych firm, znacząca część lub większość pozostałych greckich kapitałów, także lokowana jest poza Grecją.

### Sytuacja małych przedsiębiorstw
Przed kryzysem 95% zatrudnionych w sektorze prywatnym pracowało w przedsiębiorstwach 1-10 osobowych. W czerwcu 2014, spośród 750 tysięcy istniejących małych przedsiębiorstw, 350 tysięcy prowadzących je osób od lat nie uregulowało własnych składek ubezpieczeniowych, co implikuje łączną zaległość 7,4 mld euro. Ledwie co dziesiąty dłużnik spełnił kryteria programu rat oddłużeniowych i związanej z nimi obniżki odsetek. Poczynając od PIT 2014 r. prowadzących działalność gospodarczą pozbawiono wszelkich ulg, z nową stawką podatku dochodowego od 26% wzwyż, od pierwszego euro. Zdaniem ekspertów, implikuje to łączny, jednoroczny, zsumowany wzrost obciążeń małych przedsiębiorstw nawet o 163,9%. Za oprocentowane w skali 30% zaległości wobec obowiązkowych kas ubezpieczeń i 18% wobec państwa, licytowane jest mienie osobiste przedsiębiorców, w tym osób uprzednio zabezpieczających swe firmy i bliskich obligacjami skarbu państwa, następnie zdenominowanymi. Przykładowo: licytacją mienia zagrożonych jest ok. 50 tysięcy greckich inżynierów, co stanowi około połowy liczby greckich, aktywnych zawodowo inżynierów.

## Szacunkowe domniemanie dochodu
Dotyczy wszystkich podmiotów podatkowych – osób fizycznych i realizowane jest automatycznie. Stanowi odpowiednik domniemania Izby Skarbowej o dochodzie wyższym, niż wynikający z przedstawionej przez podatnika dokumentacji i następnie wymierzenia dodatkowego podatku.
Przykład obliczenia z roku 2013:

Rodzina z własnym mieszkaniem, o powierzchni 100 m.kw. i powierzchni pomocniczej 30 m.kw., obojętnie, jak i kiedy nabytym lub odziedziczonym, bez względu na wiek substancji budowlanej, dla przypadku gmin o najniższej, normatywnej cenie metra kwadratowego i nie posiadająca drugiego domu czy mieszkania (np. starego domu, po rodzicach, w odległej wiosce), traktowana jest przez Ministerstwo Finansów, jako uzyskująca roczny dochód określony na co najmniej 10 700 euro – niezależnie od okoliczności, że mogą to być nawet bezrobotni.

W przypadku posiadania także auta (co dotyczy niemal wszystkich greckich rodzin), w przypadku pojazdu ponad 12-letniego i o pojemności silnika poniżej 1400 cm³, domniemany dochód tej rodziny (gr.: τεκμαρτό εισόδημα) określony jest na 13 300 euro, co implikuje do 3450 euro tytułem podatku dochodowego, niezależnie od innych podatków i opłat, np. tych umieszczanych w rachunku energetycznym.

Zobowiązanie wobec skarbu państwa, z ewentualnymi karami za zwłokę, winno zostać uiszczone w drugiej połowie następnego roku.

### Sytuacja społeczna
We wrześniu 2013, bezrobocie osiągnęło 27,8%, by następnie wykazywać powolną tendencję spadkową, wiązaną z emigracją Greków i wyjazdami stąd obcokrajowców. W szczególności, bezrobotnych jest ok. 60% młodych i 30% w grupie absolwentów uczelni. Dominujące, niskie płace na ogół wykluczają usamodzielnienie się młodych rodzin. – dane nie uwzględniające przedstawicieli nielegalnej imigracji do Grecji. W 2013 r. 44% mieszkańców Grecji żyło poniżej progu ubóstwa, w tym 686 tys. dzieci szkolnych, wobec 20% osób biednych w roku 2001. Około 3 mln Greków trwale nie może już korzystać z ubezpieczenia zdrowotnego. Zamknięto większość sal operacyjnych, w pozostałych wprowadzając odpłatność podobną do prywatnej służby zdrowia, gdy zabieg wykonywany jest po godzinie 14:00.
W samych tylko Atenach w 2010 r. zorganizowane było 10 tys. punktów wydawania bezpłatnych, gorących posiłków (5 tys. w roku 2009), zwykle prowadzonych przez kościół, z pomocą ochotników i stałych, społecznych zbiórek żywności, m.in. w formie oddzielnego kosza na dary, w niemal wszystkich supermarketach.
Po drogach nielegalnie krąży 730 tys. nieubezpieczonych pojazdów, co stanowi 15% ich łącznej liczby, mimo kar.